# Ібід
Ібід (англ. Ibid) — оповідання американського письменника-фантаста Говарда Лавкрафта, написане протягом 1927—1928 рр. і вперше опубліковане посмертно у 1938 р.

## Сюжет
«Ібід» — це жартівлива біографія римського вченого Ібіда (486—587), чиїм шедевром стала Op. cit., «в якій раз і назавжди викристалізувалися всі значущі підводні течії греко-римської думки» (англ. wherein all the significant undercurrents of Graeco-Roman thought were crystallized once and for all). У творі простежується шлях черепа Ібідуса, який колись належав Карлу Великому, Вільгельму Завойовнику та іншим видатним особистостям, до Сполучених Штатів, де він мандрує через Салем, штат Массачусетс, та Провіденс, штат Род-Айленд, до нори степового пса в Мілвокі, штат Вісконсин.

## Навіювання
Оповідання не було опубліковане за життя Лавкрафта, залишившись незавершеним. Вона була написана в один рік зі схожим оповіданням «Історія Некрономікона». Лавкрафт описує вигаданого письменника, який пов'язує чаклунів із Салема і художній світ Стародавнього Риму.

## Критика
С. Т. Джоші та Девід Шульц повідомляють, що «метою сатири в „Ібід“ є не стільки дурість студентів, скільки пихатість академіків». Ім'я вигаданого поета дослівно означає «Там же». Розповідь подається епіграфом: «Як каже Ібід у своєму знаменитому „Житті поетів“ — зі студентської теми».